# Signal à disque réversible Hipp
Pour les articles homonymes, voir Hipp.
 (octobre 2021).
La mise en forme du texte ne suit pas les recommandations de Wikipédia : il faut le « wikifier ».
Les points d'amélioration suivants sont les cas les plus fréquents. Le détail des points à revoir est peut-être précisé sur la page de discussion.
- Les titres sont pré-formatés par le logiciel. Ils ne sont ni en capitales, ni en gras.
- Le texte ne doit pas être écrit en capitales (les noms de famille non plus), ni en gras, ni en italique, ni en « petit »…
- Le gras n'est utilisé que pour surligner le titre de l'article dans l'introduction, une seule fois.
- L'italique est rarement utilisé : mots en langue étrangère, titres d'œuvres, noms de bateaux, etc.
- Les citations ne sont pas en italique mais en corps de texte normal. Elles sont entourées par des guillemets français : « et ».
- Les listes à puces sont à éviter, des paragraphes rédigés étant largement préférés. Les tableaux sont à réserver à la présentation de données structurées (résultats, etc.).
- Les appels de note de bas de page (petits chiffres en exposant, introduits par l'outil «  Source ») sont à placer entre la fin de phrase et le point final[comme ça].
- Les liens internes (vers d'autres articles de Wikipédia) sont à choisir avec parcimonie. Créez des liens vers des articles approfondissant le sujet. Les termes génériques sans rapport avec le sujet sont à éviter, ainsi que les répétitions de liens vers un même terme.
- Les liens externes sont à placer uniquement dans une section « Liens externes », à la fin de l'article. Ces liens sont à choisir avec parcimonie suivant les règles définies. Si un lien sert de source à l'article, son insertion dans le texte est à faire par les notes de bas de page.
- La présentation des références doit suivre les conventions bibliographiques. Il est recommandé d'utiliser les modèles {{Ouvrage}}, {{Chapitre}}, {{Article}}, {{Lien web}} et/ou {{Bibliographie}}. Le mode d'édition visuel peut mettre en forme automatiquement les références.
- Insérer une infobox (cadre d'informations à droite) n'est pas obligatoire pour parachever la mise en page.

Pour une aide détaillée, merci de consulter Aide:Wikification.
Si vous pensez que ces points ont été résolus, vous pouvez retirer ce bandeau et améliorer la mise en forme d'un autre article.

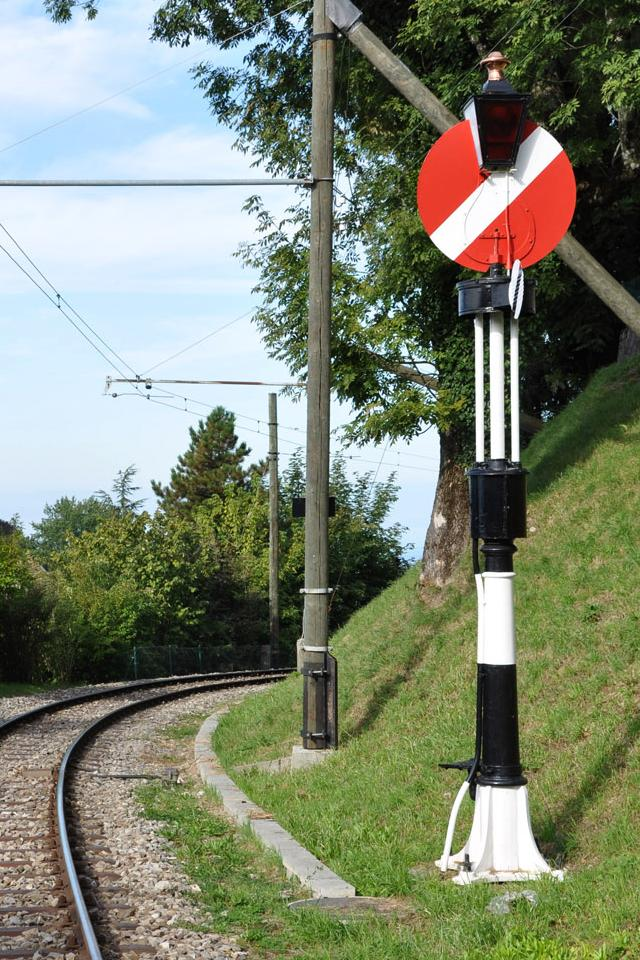
Disque réversible Hippsche utilisé sur le Chemin de fer-musée Blonay-Chamby.

Le hippsche Wendescheibe ou Hipp'sche Wendescheibe, Signal à disque réversible Hipp est un signal ferroviaire. Les signaux automatiques et visuels ont servi de signal principal et de signal avancé (ou avertisseur).

## Descriptif
Ce type de signal a été développé par l'inventeur et horloger Matthäus Hipp et utilisé pour la première fois à Winterthour en 1862. Le signal porte son nom et était utilisé bien avant les signaux d'aile.
Le signal à disque réversible Hipp est monté sur une colonne creuse en fonte. Celui-ci porte un disque en tôle d'environ 1 m de diamètre. Jusqu'en 1877, le disque était peint en rouge des deux côtés avec une bordure blanche, mais plus tard sur une face rouge avec une barre diagonale blanche et au verso en noir et blanc, en partie quadrillé, en partie avec une barre diagonale, ou simplement peint en gris. Le changement de peinture a nécessité une modification mécanique : pour passer d’un aspect à l'autre, il fallait au départ un quart de tour. Après la conversion, le disque a tourné une fois de 90°, la fois suivante de 270°. Par la suite, le signal avait des recto et verso uniques. Deux petits disques blancs sont montés sous le grand disque et perpendiculairement à celui-ci. Ils sont blancs des deux côtés avec une ligne diagonale noire ou quadrillés noir. Le disque peut être tourné et montre au train qui approche l'un des deux aspects suivants : le panneau rouge, qui signale « arrêt », ou les deux disques blancs, qui signalent « voie libre». Les petits disques ailettes sont principalement utilisés pour équilibrer les forces du vent, réduisant ainsi la force d'actionnement requise. Les ailettes ont également l'avantage de montrer un signal de déplacement positif. Jusqu'en 1877, un trou au milieu du grand disque servait à atténuer davantage les forces du vent. Parce que les disques réversibles étaient souvent réutilisés, ces disques perforés trouvaient souvent une "seconde vie" en tant que signaux distants. Les signaux étaient généralement disposés à droite de la voie dans le sens de la marche. Les appareils installés après 1930 (tous en deuxième ou troisième utilisation) sont à gauche.
L'entraînement fonctionne via un poids dans le mât de signalisation, qui doit être enroulé après env. 200 tours de disque. Le signal est actionné par une impulsion électrique basse tension provenant d'une batterie et fonctionne de manière plus fiable en cas d'orage et en hiver que les fenêtres réversibles actionnées par des tire-fils. L'impulsion de courant déclenche toujours la rotation du disque dans le sens des aiguilles du montre.
Il est également à noter que les vitres réversibles Hipp étaient équipées d'un signal électrique feedback.
La conception en tant que signal avancé était fondamentalement la même. Le disque était vert jusqu'en 1935, puis orange au lieu de rouge et la plupart du temps n'avait qu'une lanterne, qui montrait une double lumière via un système de miroir. Le dernier signal avancé de ce type était à Bischofszell Stadt jusqu'au 13 février 1975.

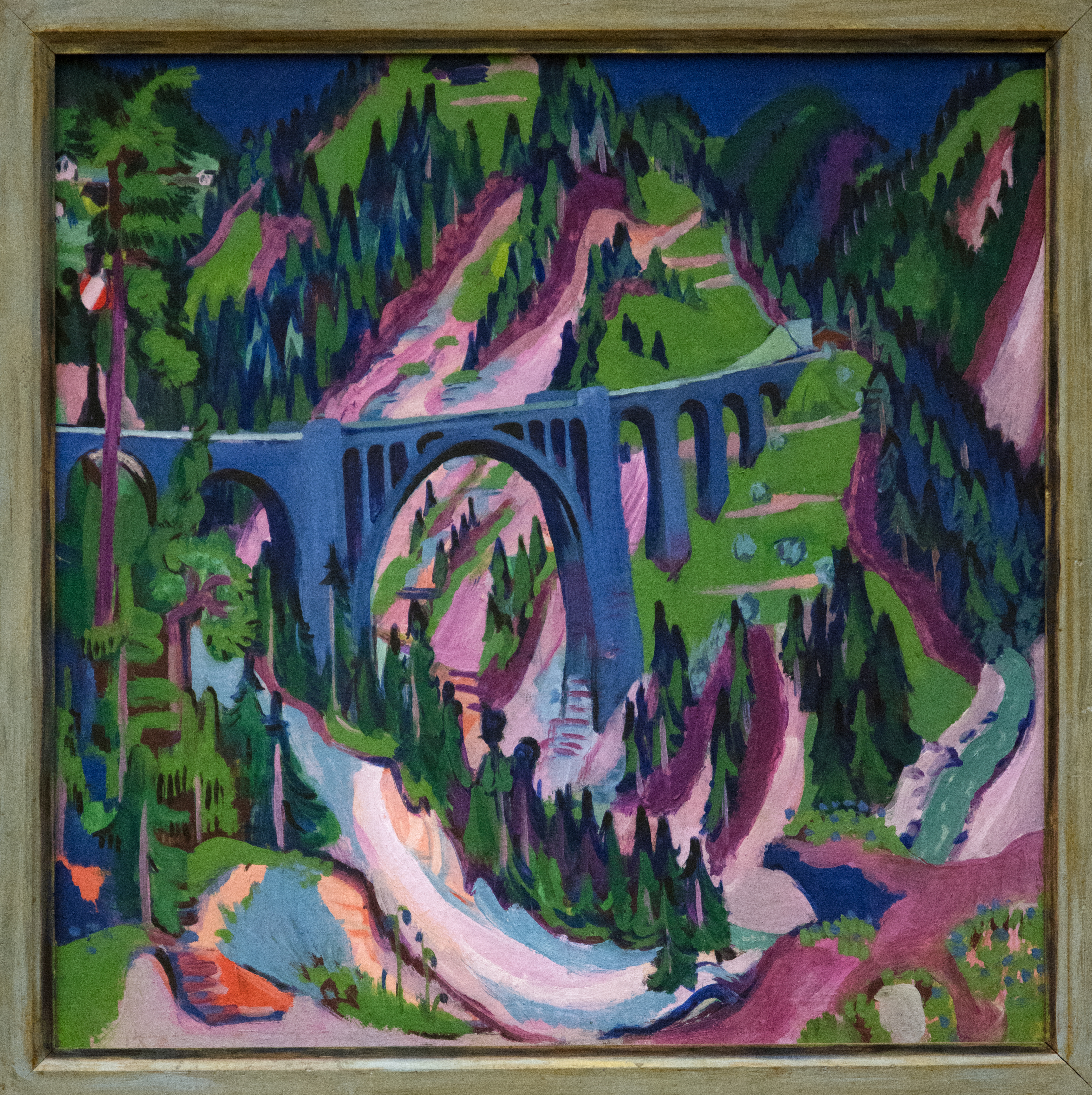
Ernst Ludwig Kirchner :
Le Pont près de Wiesen (1926).
Le disque réversible Hipp (en haut à gauche sur le bord de l'image) indique au train le côté étroit ou les ailettes.

Les derniers signaux domestiques fonctionnaient sur le Chemin de fer rhétique jusqu'au 20 mai 1987. À partir de 1904, presque tout le réseau fut progressivement équipé de tels signaux d'entrée, qui furent améliorés en certains points. Il n'y avait ni signaux de sortie ni pré-signaux, les fenêtres tournantes servaient exclusivement à protéger les voies de la gare, comme leur nom d'origine, "signal final" l'indique. Lorsque les cantons (blocks) ont été mis en place, des signaux lumineux ont été installés, maintenant dans la disposition habituelle de pré-signal d'entrée, signal d'entrée combiné avec pré-signal de sortie, signal de sortie. Un signal (hors service) est resté sur la ligne RhB Davos - Filisur à l'extrémité ouest du Viaduc de Wiesen.
Ce type de signal a été complètement remplacé par Signaux lumineux mais quelques exemples ont été conservés. Des spécimens fonctionnels se trouvent sur les chemins de fer musée, par ex. sur le chemin de fer Oberland zurichois (DVZO), sur le Schinznacher Baumschulbahn (SchBB), sur le Chemin de fer-musée Blonay-Chamby (BC), sur le chemin de fer du Furka (DFB) et à découvrir dans l'univers de l'aventure ferroviaire LOCORAMA à Romanshorn.
Peut-être aussi parce que Ernst Ludwig Kirchner a immortalisé ce signal dans son image "Le pont près de Wiesen", des exemples peuvent être trouvés près du réseau rhétique.
Plus précisément, des signaux se trouvaient en 2009 aux endroits suivants :
- au club house de l'Oltener Modellbahnfreunde ;
- l'ancien musée ferroviaire Kerzers-Kallnach à côté du RhB Ge 6/6 I 406 de 1921 ;
- deux (tous deux opérationnels en 2021) sur le Chemin de fer-musée Blonay-Chamby à la gare de Blonay ainsi qu'entre Blonay et Chantemerle ;
- à la gare de Bäretswil du côté Bauma du DVZO (Association des chemins de fer à vapeur de l'(Oberland zurichois) depuis 1982 (fonctionnel) ;
- dans la section de préservation de la gare de Romanshorn LOCORAMA (monument fonctionnel) ;
- sur le Schinznacher Baumschulbahn, SchBB (fonctionnel) ;
- au chemin der fer à vapeur du Furka comme signal d'entrée à la station Realp (fonctionnel) ;
- en Thurgovie à la gare  Bischofszell Stadt  des CFF (conservé, pas à l'emplacement d'origine) ;
- au train à vapeur de Katzensee (fonctionnel)[4] ;
- chez Siemens Integrasquare à Wallisellen.

|  |  |  |

## Sources
- Walter Keller, « Die Hippsche Wendescheibe » dans « Eisenbahn-Amateur ». No 1, janvier 1970, 24e année, p. 5-8.
- Rudolf W. Butz, “Hip Hip, Hurra, Die Hippsche Wendescheibe bei Vorbild.” dans  Eisenbahn-Zeitschrift.  7/89 septembre, p. 24-29.
- Rudolf W. Butz, Signale der Schweizer Bahnen. Orell Füssli Verlag, Zurich 1972  (ISBN 3-280-00080-7).
- Merian, Albert, "Matthias Hipp 1813-1893 und die Hipp'sche Wendescheibe." dans "Schwarz Brätt." Integra Nachrichten, Wallisellen, (1978) 1, p. 4-11. (pdf)